# 朱执信
朱执信（1885年—1920年9月21日），名大符，字执信，以字行。广州人，祖籍浙江萧山，落籍并出生于广东广州府番禺县（今廣州市越秀区豪賢路）。中国近代革命家、理论家。他是孙中山的文胆，孫在軍事上十分倚重他。他是最早把马克思阶级斗争和剩余价值等理论介绍给中国读者的理论家。

## 生平

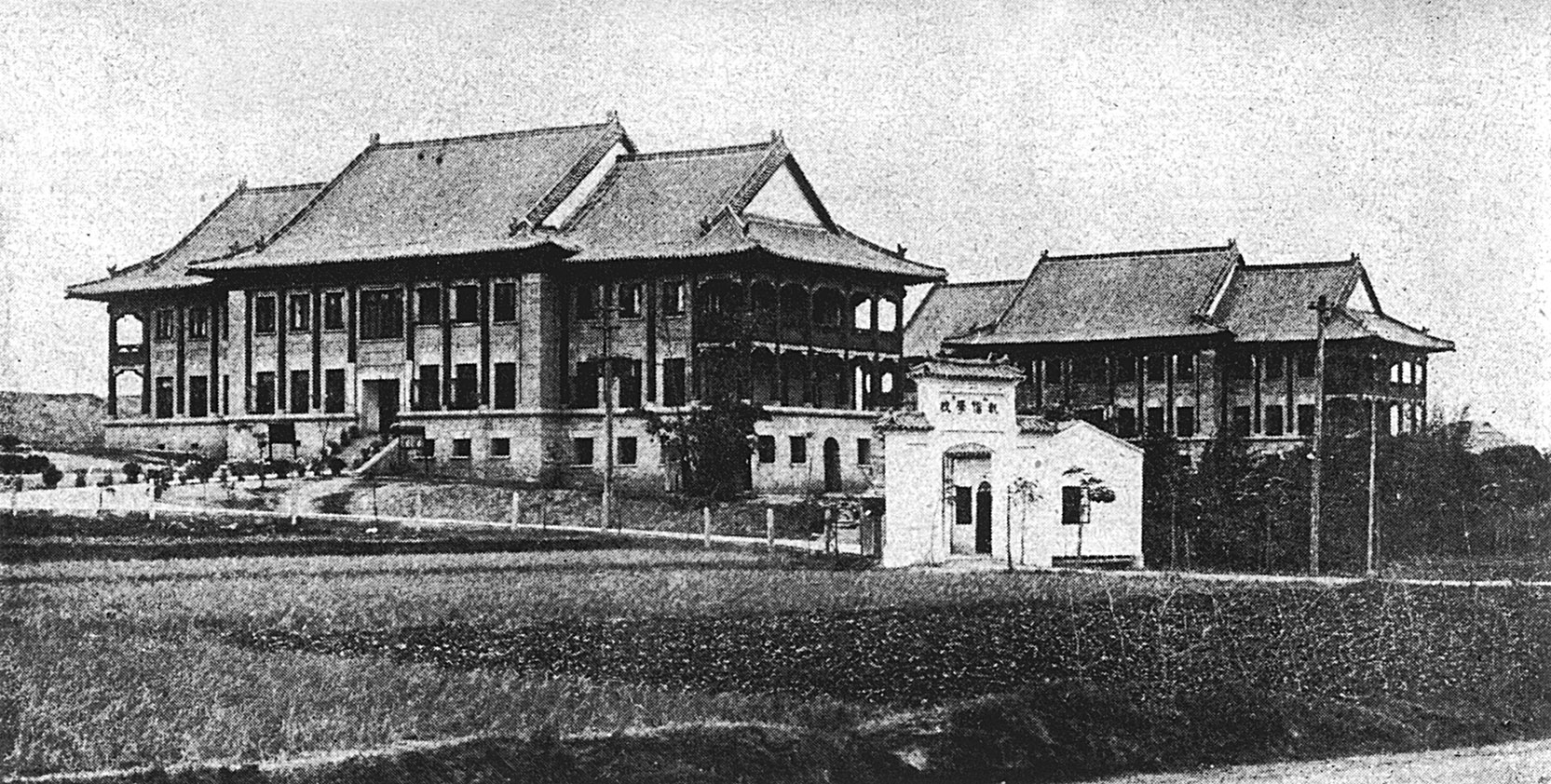
執信學校

沙河頂的朱執信墓

朱大符父亲朱埭诧曾做过兩广总督刘坤一、张树声、曾国荃及张之洞等人的幕僚，因崇拜清初学者赵执信故为儿子取字「执信」。光绪二十八年（1902年）朱执信入广州教忠学堂学习，在校组织群智社。1904年朱执信官费留学日本，入东京法政大学速成科读经济。在日本期间，他结识了孙中山。1905年7月他在日本加入中国同盟会，任评议部评议员兼书记。1905年起，他还在《民报》上接连发表文章。1905年至1907年间，他参与同立宪派大论战，发表《论满洲虽欲立宪而不能》等文，驳斥立宪派保皇论调。1906年1月，朱执信写《德意志社会革命家小传》，介绍马克思、恩格斯活动和《共产党宣言》、《资本论》片段，最早把马克思阶级斗争和剩余价值等理论介绍给中国读者。
1907年他回国，先后在广东高等学堂、政治学堂及两广方言学堂任教。1908年，他和赵声、邹鲁等策划发动广州新军起义，但因事泄而流产。1910年他参加广州新军起义。1911年参加广州黄花岗起义，参加“选锋”（敢死队），随黄兴攻打督署，失败後逃往香港。
1911年武昌起义爆发後，他在广东发动民军攻打省城广州，此后任广东军政府总参议，帮助姚雨平组成北伐军。南北议和成功後，他任广阳军务处督办和广东核计院院长，遣散民军，整饬财政。1913年他参加二次革命，失败後与廖仲恺逃到日本。1914年9月，他奉命返回广东，帮助邓铿主持广东讨袁的军事指挥，并且受邓铿委派到新加坡、马来亚等地筹款，后来又主持了驱逐袁世凯手下的广东都督龙济光的军事活动，但遭到失败。1915年11月，他到日本加入孙中山中华革命党，12月任中华革命军广东司令长官。
1917年爆发护法运动，他任广州大元帅府军事联络，并掌管机要文书，成为孙中山主要助手，随孙中山率北洋政府起义海军南下护法。1918年5月，护法运动失败，孙中山辞去大元帅职务，朱执信随孙中山从广州到上海，参与办理海外华侨捐款事宜，并负责联络福军及陈炯明军，以驱逐占据着广州的旧桂系。 五四运动期间，他协助孙中山撰写《建国方略》，并发表了《革命党应该如何》等文章赞颂俄国十月革命。他还在上海创办《民国日报》副刊《星期评论》以及《建设》杂志，并参加编辑。
1920年6月，他被派往漳州，督促驻扎漳州的粤军西进讨伐桂系。此后他到广州，策动军队讨伐桂系。经他策动，虎门要塞司令丘渭南宣布独立。1920年9月21日，朱执信到虎门调停桂军与东莞民军冲突，不幸被乱枪击中身亡，時年35岁。
1920年12月15日，朱执信灵柩由宝璧舰运回广州。1921年1月16日，下葬于东沙马路驷马岗（即今先烈路）。
朱執信突然過世，使孫中山失去軍事上一個重要依靠，使學習軍事的蔣中正在孫中山面前地位不斷提高。孫在給蔣的電文中提到「執信忽然殂逝，使我如失左右手，計吾黨中知兵事而且能肝膽照人者，今已不可多得。惟兄之勇敢誠篤與執信比，而知兵而又過之。」蔣中正亦在《祭總理文》中称，朱執信死後「吾師（指孫中山）並以執信之責任歸諸中正。」

## 相關史蹟
孙中山为了纪念他对民主革命的卓越贡献，以他的名字在广州市开办了执信中学。初时有衣冠冢位于该校内，每逢清明，都会有大量的师生校友前来悼念缅怀。其主坟位于沙河顶先烈路，为广州市文物保护单位。后因为白蚁问题主坟迁至执信中学，原执信中学内的衣冠冢迁至沙河顶。
上海交通大学徐汇校区内有执信西斋。

### 故居
其故居原位於廣州豪賢路與倉邊路交匯處，為二層磚木結構的洋樓，與胡漢民故居相連，於2003年左右被廣州市房管局清拆用於擴建新辦公大樓。

### 墓
朱执信遗体于民国十年（1921年）1月16日葬于先烈东路127号的驷马岗上，墓园占地6670平方米，四周有围墙。园门为西式花岗石牌坊，拱形门、两边各有一根圆柱，牌坊的额板上刻阳文“朱执信先生墓道”。墓道两旁有两座六角亭，墓道中央有一亭，亭中在一个方形青石碑上刻有孙中山题的“朱执信先生墓”。墓后有5米高的墓表，正面阴刻“朱执信先生墓表”、为汪兆铨题、内文为汪兆铭撰并书，刻1千多字的朱执信生平事迹。在墓园西北角有朱执信生平史迹展览馆。1936年秋季发现该墓地有白蚁，将遗骸迁至执信中学内，此墓则改为衣冠冢。沙河顶墓地在1983年归属广州市十九路军淞沪抗日阵亡将士陵园管理处管理。而执信中学内的朱执信墓，占地500平方米，墓包呈馒头形，高3米多，周长10余米。1963年3月广州市人民委员会公布两处墓址均為广州市文物保护单位。

## 著作
著作编成《朱执信文集》。

## 紀念
在臺灣的台7線上有「執信橋」。